# Arrondissement de Simmern
L'arrondissement de Simmern est une ancienne subdivision administrative française du département du Rhin-et-Moselle créée le 17 février 1800 et supprimée le 11 avril 1814. André Honesta Pierre Van Recum était un des amis des Allemands engagés à la Révolution française, et après la victoire définitive sur la rive gauche du Rhin en 1797 il devint administrateur à Coblence pour le département de Rhin-et-Moselle, puis sous-préfet de Simmern.

## Composition
Il comprenait les cantons de Bacharach, Bad Kreuznach, Bad Sobernheim, Kastellaun, Kirchberg, Kirn, Sankt Goar, Simmern, Stromberg et Trarbach.

## Liens
« L'almanach impérial pour l'année 1810 - Chapitre X : Organisation administrative »